# Diecezja Quilmes
Diecezja Quilmes (łac. Dioecesis Quilmensis) – diecezja Kościoła rzymskokatolickiego w Argentynie, sufragania metropolii Buenos Aires.

## Historia
19 czerwca 1976 roku papież Paweł VI bullą Ut Spirituali: Christifidelium utilitati erygował diecezję Quilmes. Dotychczas wierni z tym terenów należeli do archidiecezji La Plata. 26 września 2007 papież Benedykt XVI przeniósł diecezję Quilmes z metropolii La Platy do Buenos Aires.

## Ordynariusze
- Jorge Novak SVD (1976-2001)
- Luis Teodorico Stöckler (2002-2011)[2][3]
- Carlos José Tissera (od 2011)[3]